# Список серий аниме One Piece (серии 1—61)
Здесь представлен список первых 61 серий аниме One Piece, их краткое содержание, даты выхода на родине и в России, а также главы манги, по которым они сняты. Сезон делится на сюжетные арки — фрагменты сериала, объединённые общим сюжетом. Некоторые сюжетные арки являются экранизацией событий манги, изображённых на обложках различных глав.

## Список серий

### На заре приключений
| 001 | Я — Луффи! Я стану Королём пиратов! «Орэ ва Руфи! Кайдзоку о: ни нару отоко да!» (俺はルフィ！海賊王になる男だ！)                                      | 2       | 20 октября 1999 года | 16 апреля 2012 года |
| Экипаж пассажирского корабля достаёт из воды довольно тяжёлый бочонок, но не успевает посмотреть, что в нём, так как на их корабль нападают пираты под командованием Альвиды, очень толстой и сильной женщины, которая всегда носит с собой огромную дубину. Пираты берут на абордаж корабль и начинают его грабить. Среди них очень щуплый мальчик по имени Коби, которого пираты взяли в плен и заставили помогать им. Коби находит в трюме этот бочонок, из которого вылезает голодный парень, представившийся, как Манки Д. Луффи. Луффи объявляет, что найдёт сокровище Ван-Пис и станет Королём пиратов. Поев, он хочет взять с корабля лодку и отправиться собирать пиратскую команду, но на его пути встает Альвида Железная Дубина. Луффи с легкостью побеждает её, при этом в бою руки у него растягиваются на огромное расстояние, как резиновые. Как выясняется, Луффи съел Дьявольский плод Резина-Резина, благодаря чему обрёл такие способности. После этого Луффи берёт лодку и уплывает вместе с Коби. На пассажирском корабле была загадочная рыжеволосая девушка, которая также обкрадывает пассажиров, но пираткой она не является. После случившегося она тоже уплывает на лодке. | |         |                      |                     |
| 002 | Появление великого фехтовальщика! Охотник на пиратов Ророноа Зоро «Дайкэнго аравару! Кайдзоку гари Ророноа Дзоро» (大剣豪現る！海賊狩りロロノア・ゾロ) | 3, 4, 5 | 27 октября 1999 года | 17 апреля 2012 года |
| Луффи хочет собрать пиратскую команду и стать Королём пиратов, а Коби — стать Морским дозорным и ловить преступников. Коби рассказывает Луффи о Ророноа Зоро — охотнике на пиратов, которого все до смерти боятся. Сейчас он пойман и находится на одной из баз Морского дозора. Луффи и Коби отправляются на эту базу, так как Луффи хочет пригласить Ророноа к себе в команду, а Коби поступить к Дозору на службу. Зоро привязан к позорному столбу за то, что он ударил сына капитана Моргана по имени Хельмеппо, защищая мирных жителей от его беспредела. Зоро должен простоять у столба месяц, после чего Хельмеппо пообещал отпустить его. Луффи приглашает Зоро в команду, но тот отказывается. Коби узнаёт, что Хельмеппо обманул Зоро, и что его собираются казнить на следующий день, и сообщает ему об этом. Луффи в поисках мечей Зоро случайно рушит статую капитана Топорорукого Моргана, чем приводит Моргана в бешенство. | |         |                      |                     |
| 003 | Морган против Луффи! Кто эта загадочная красотка? «Морган тай Руфи! Надзо но бисё:дзё ва дарэ?» (モーガンVSルフィ！謎の美少女は誰？)                   | 5, 6, 7 | 24 ноября 1999 года  | 18 апреля 2012 года |
| После нескольких предложений Луффи Ророноа Зоро соглашается войти в его команду. Зоро практикует стиль трёх мечей, то есть сражается тремя мечами одновременно. Его мечта — стать лучшим фехтовальщиком в мире. Луффи с лёгкостью одерживает победу над Топороруким Морганом. Все дозорные признательны ему за то, что он избавил город от тирании Моргана, однако требуют скорее покинуть их базу, поскольку Луффи — пират. Коби принимают в Морской дозор, а Луффи и Зоро отплывают на лодке. Загадочная рыжеволосая девушка также появляется на базе, чтобы украсть карту Гранд-Лайн, но, не найдя её, уплывает одновременно с Луффи . | |         |                      |                     |

### Пират-клоун, капитан Багги
| 004 | Прошлое Луффи! Появление Рыжего Шанкса! «Руфи но како! Акагами но Сянкусу то:дзё:» (ルフィの過去！赤髪のシャンクス登場)                                   | 1, 8       | 1 декабря 1999 года  | 19 апреля 2012 года |
| В этой серии показано прошлое Луффи. В детстве Луффи дружил с пиратом по имени Рыжий Шанкс. Луффи случайно съел Дьявольский плод, добытый Шанксом, чем сильно его разозлил. После этого команда пиратов вступила в конфликт с шайкой горных бандитов, но Шанкс и его команда победила их. Лидер бандитов, Хигума, схватил Луффи и уплыл на лодке вместе с ним, а затем бросил его в море. Луффи не мог плавать, так как съел Дьявольский плод. Хигуму сожрал властелин морей, морской монстр, и он уже хотел напасть на Луффи, но Шанкс спас его, пожертвовав своей левой рукой. Когда Шанкс отплывал из города, где жил Луффи, Луффи пообещал ему стать Королём пиратов. Шанкс отдал ему свою соломенную шляпу и взял с него обещание: когда Луффи станет Королём пиратов, тогда и вернёт её. Повествование возвращается в наши дни. Луффи, проголодавшись, решает поймать птицу, летевшую неподалёку, но та оказывается огромной, ловит его и несёт в сторону суши. Зоро плывёт за ним, чтобы спасти нерадивого капитана. | |            |                      |                     |
| 005 | Какой ужас, таинственная сила! Пират-клоун, капитан Багги! «Кё:фу Надзо но Тикара! Кайдзоку До:кэ Баги: Сэнтё:» (恐怖 謎の力！海賊道化バギー船長！)       | 8—11       | 8 декабря 1999 года  | 20 апреля 2012 года |
| Луффи падает с птицы и оказывается в городе Оранж-таун. Там он знакомится с загадочной рыжеволосой девушкой, которую, как выясняется, зовут Нами. Узнав, что Луффи — пират, Нами решает воспользоваться им в своих целях. Она передаёт Луффи в руки Клоуна Багги, пирата, держащего в страхе город, чтобы втереться к нему в доверие, а затем ограбить его. Багги приказывает Нами убить Луффи, в результате чего она сталкивается с дилеммой: убить Луффи и тем самым уподобиться ненавистным ей пиратам или предать Багги. Она решает не убивать Луффи, из-за чего пираты Багги нападают на неё, но тут появляется Зоро и всех спасает. Зоро сражается с Багги, который, используя силу Дьявольского плода Дели-Дели, позволяющего владельцу делить своё тело, ранит его. Зоро разворачивает пушку, направленную в сторону клетки с Луффи, на Багги. Пушка стреляет. | |            |                      |                     |
| 006 | Отчаянное положение! Укротитель Модзи против Луффи! «Дзэттай Дзэцумэй! Мо:дзю: цукай Мо:дзи тай Руфи!» (絶体絶命！猛獣使いモージVSルフィ！)               | 11—15      | 15 декабря 1999 года | 23 апреля 2012 года |
| Луффи в клетке, Зоро и Нами успешно сбегают от Клоуна Багги. Они встречают пса по имени Шушу, который сторожит магазин собачьей еды. Шушу съедает ключ от клетки Луффи. Появляется мэр города, пускает Зоро в свой дом, чтобы он оправился от ран, и рассказывает, что у Шушу был хозяин, владелец магазина. Хозяин Шушу умер, и Шушу, всё ещё привязанный к хозяину, сторожит магазин. Приходит Модзи, пират из шайки Багги, верхом на своём Льве по имени Ричи. Лев ломает клетку Луффи, а затем съедает корм в магазине, несмотря на сопротивление Шушу. Луффи сражается с Модзи и побеждает его. Багги уничтожает ряд домов, в том числе и дом мэра, где спал Зоро, поэтому мэр, пытаясь защитить свой город, выступает против Багги, однако Луффи спасает его и говорит, что одолеет Багги сам. | |            |                      |                     |
| 007 | Великий поединок! Фехтовальщик Зоро против акробата Кабадзи! «Сорэдзэцу кэтто:! Кэнго: Дзоро тай кёкугэй но Кабадзи» (壮絶決闘！剣豪ゾロVS曲芸のカバジ！) | 15—18      | 22 декабря 1999 года | 24 апреля 2012 года |
| Мэр пытается напасть на Багги, но Луффи вырубает его одним ударом, чтобы тот не подвергал себя опасности, а затем оскорбляет Багги. Тот приказывает стрелять в Луффи из пушки Особыми ядрами Багги, но Луффи их отбивает, раздувшись, как воздушный шар с помощью силы Дьявольского плода. Зоро сражается с Кабадзи, вторым помощником Багги, и побеждает его, однако теряет сознание. Багги повреждает соломенную шляпу Луффи, чем приводит его в бешенство, а затем рассказывает ему, что когда-то он и Шанкс были юнгами вместе на одном корабле. | |            |                      |                     |
| 008 | Кто победит? Столкновение двух дьявольских способностей! «Сё:ся ва дотти? Акума но ми но но:рёку тайкэцу!» (勝者はどっち？悪魔の実の能力対決！)           | 19, 20, 21 | 29 декабря 1999 года | 25 апреля 2012 года |
| Много лет назад Багги из-за Шанкса случайно съел Дьявольский плод, в результате чего, лишившись возможности плавать и потеряв карту сокровищ, спрятанных глубоко в море, потерял возможность их получить. Именно поэтому Багги ненавидит Шанкса. Луффи, используя слабые места Дьявольского плода Багги, побеждает его с помощью Нами, связав большую часть его фрагментов, на которые он разделился, а затем отправляет Багги без большей части тела в полёт. Луффи, Зоро и Нами спасаются от разъярённых горожан и уплывают. Мэр приходит в себя и успевает их поблагодарить. Нами присоединяется к Луффи и Зоро и становится штурманом. | |            |                      |                     |

### Пират-дворецкий, капитан Куро
| 009 | Честный врун? Капитан Усопп! «Сэйги но усоцуки? Кяпутэн Усоппу» (正義のうそつき？ キャプテンウソップ)                                                      | 23, 24     | 12 января 2000 года  | 26 апреля 2012 года |
| Команда Луффи приплыла в деревню Сироп, где их встречает длинноносый парень по имени Усопп. Сперва Усопп им не доверяет, но, услышав от Луффи, что тот знал в детстве отца Усоппа, Ясоппа, бывшего в команде Шанкса, отводит пиратов в деревню. Луффи нужен хороший корабль, поэтому он отправляется в особняк богатой девушки по имени Кая, подруги Усоппа. У особняка Луффи с компанией встречает дворецкий Кураходор, который обвиняет их в том, что они преступники. | |            |                      |                     |
| 010 | Самый сильный чудак в истории! Гипнотизёр Джанго «Сё:дзё: сайкё: но хэнна яцу! Сайминдзюцуси Дзянго» (史上最強の変な奴！催眠術師ジャンゴ)                  | 24, 25, 26 | 19 января 2000 года  | 27 апреля 2012 года |
| Усопп сильно обижается на Кураходора за то, что тот назвал его преступником, и уходит прочь из особняка. В деревню Сироп прибывает странный тип по имени Джанго, идущий лунной походкой. Луффи и Усопп подслушивают разговор Джанго с Кураходором. Оказывается, что Курахадор — капитан Куро, известный капитан пиратской команды, три года считавшийся погибшим. На деле Куро не умер, а решил начать спокойную жизнь. Для этого он решил втереться в доверие к богатой Кае, став её дворецким, а затем убить и ограбить её, но так, чтобы это выглядело, как несчастный случай. Джанго и Куро обнаруживают Луффи и Усоппа. Джанго гипнотизирует Луффи, в результате чего он засыпает и падает с обрыва, а Усоппу удаётся спастись. | |            |                      |                     |
| 011 | Раскрыть заговор! Пират-дворецкий капитан Куро «Имбо: о абакэ! Кайдзоку сицудзи кяпутэн Куро» (陰謀を暴け！海賊執事キャプテンクロ)                         | 26, 27     | 26 января 2000 года  | 28 апреля 2012 года |
| Зоро и Нами находят Луффи без сознания, а Усопп бежит к Кае, чтобы предупредить её об опасности. Кая, однако, не верит Усоппу, поскольку ему свойственно много врать, к тому же, она считает, что Усопп хочет выставить Курахадора в плохом свете после того, как тот его оскорбил. Усопп пытается рассказать жителям деревни Сироп о надвигающемся пиратском набеге, но ему никто не верит. Луффи, Зоро и Нами решают помочь Усоппу защитить деревню Сироп от капитана Куро. | |            |                      |                     |
| 012 | Столкновение! Пиратская шайка Чёрной кошки, схватка на склоне! «Гэкитоцу! Куронэко кайдзокудан сакамити но дайко:бо:» (激突！クロネコ海賊団坂道の大攻防！) | 28, 29, 30 | 2 февраля 2000 года  | 2 мая 2012 года     |
| Луффи, Зоро, Нами и Усопп обсуждают план, как защитить деревню от пиратов. Куро, пройдя в особняк, серьёзно ранит слугу Каи по имени Мерри, а затем решает убить Каю завтра, когда деревня Сироп должна быть уничтожена. На следующий день команда Куро, Пираты Чёрной кошки, под руководством Джанго нападают на деревню, однако Луффи, Зоро и Нами успешно сдерживают их. Усопп решает, что его попытка предупредить жителей и должна остаться ложью — он собирается не пустить ни одного из пиратов Чёрной кошки в деревню. | |            |                      |                     |
| 013 | Устрашающий дуэт! Братья Мяубан против Зоро! «Кё:фу но футаригуми! Ня:бан бурадзасу тай Дзоро» (恐怖の二人組！ニャーバン兄弟VSゾロ)                        | 30, 31, 32 | 9 февраля 2000 года  | 3 мая 2012 года     |
| Кая обнаруживает смертельно раненого Мерри на полу, и тот ей рассказывает правду о Курахадоре. Джанго, видя, что рядовые пираты Чёрной кошки не справляются, приказывает атаковать братьям Мяубан. Братья Мяубан сражаются с Зоро и начинают побеждать. Джанго также гипнотизирует Луффи и погружает его в сон. | |            |                      |                     |
| 014 | Воскрешение Луффи! Отчаянная борьба госпожи Каи! «Руфи фуккацу! Кая одзё:сама но кэсси но тэйко:» (ルフィ復活！カヤお嬢様の決死の抵抗)                     | 33, 34     | 16 февраля 2000 года | 4 мая 2012 года     |
| Зоро продолжает сражаться с братьями Мяубан, но тут появляется лично капитан Куро. Куро заставляет братьев Мяубан убить Зоро, Нами и Усоппа за пять минут, или он их убьёт. Зоро побеждает братьев Мяубан, но он тяжело ранен и не может продолжать сражаться. Нами и Усопп слишком слабы для того, чтобы противостоять Куро, а Луффи находится под гипнозом Джанго. Внезапно приходит Кая и просит Куро остановиться. Нами пробуждает Луффи. | |            |                      |                     |
| 015 | Сразить Куро! Выстраданная решимость Усоппа! «Куро о таосэ! Отоко Усоппу намида но кэцуй!» (クロを倒せ！男ウソップ涙の決意！)                              | 35, 36, 37 | 23 февраля 2000 года | 5 мая 2012 года     |
| Начинается бой Луффи и капитана Куро. Усопп приказывает своим троим подручным-детям, известным, как Морковка, Перец и Лук, и называющим себя «Пиратами Усоппа», увести Каю в безопасное место, но за ними следует Джанго. В серии также показаны воспоминания Куро о том, как он инсценировал собственную смерть перед дозорными, и о том, как он поступил на службу к Кае три года назад, назвавшись Курахадором. | |            |                      |                     |
| 016 | Защитить Каю! Пиратская шайка Усоппа в действии! «Кая о мамору! Усоппу кайдзокудан дайкацуяку!» (カヤを守れ！ウソップ海賊団大活躍！)                       | 38, 39     | 1 марта 2000 года    | 10 мая 2012 года    |
| Кая и Пираты Усоппа убегают от Джанго. Кая просит Морковку, Перец и Лука бросить её и спасаться, но те не намерены её бросать. Тем временем продолжается бой между Куро и Луффи. Куро объявляет перед Луффи, что убьёт каждого из своей команды, чтобы доказать свою невиновность. | |            |                      |                     |
| 017 | Взрыв ярости! Куро против Луффи, решающая схватка! «Икари бакухацу! Куро тай Руфи кэттяку но юкуэ!» (怒り爆発！クロVSルフィ決着の行方！)                   | 39, 40, 41 | 8 марта 2000 года    | 11 мая 2012 года    |
| Куро использует Гребёнку смерти, свой самый сильный приём, который позволяет ему двигаться с огромной скоростью и атаковать всё вокруг. Он атакует и Пиратов Чёрной кошки, и Луффи. Луффи приходит в ярость из-за того, что Куро так обходится со своими соратниками. После непродолжительного боя Луффи вырубает Куро ударом головой, а затем прогоняет Пиратов Чёрной кошки, которые спасаются бегством. Джанго уже собирается убить Каю, но его останавливает меткий выстрел Усоппа из рогатки. Через некоторое время Усопп решает вступить в команду к Луффи и распускает Пиратов Усоппа. Кая и Мерри дарят Луффи и его команде корабль, который получает имя «Гоинг Мерри».                                                     | |            |                      |                     |
| 018 | Ты такая странная зверушка! Гаймон и его необыкновенные соратники «Анта га тиндзю:! Гаймон то кимё:на накама» (あんたが珍獣！ガイモンと奇妙な仲間)         | 22, 42     | 15 марта 2000 года   | 12 мая 2012 года    |
| Обретя нового члена команды, Усоппа, Луффи решает нарисовать Весёлый Роджер на парусе нового корабля. Усопп успешно рисует Весёлый Роджер Пиратов Соломенной шляпы. Затем команда причаливает к острову, где встречает странного человека по имени Гаймон, застрявшего в сундуке. | |            |                      |                     |

### Ресторан Барати
| 019 | История стиля трёх мечей! Клятва Зоро и Куины! «Санто:рю: но како! Дзоро то Куина но тикай!» (三刀流の過去！ゾロとくいなの誓い！)                                         | 5, 42      | 22 марта 2000 года  | 14 мая 2012 года |
| Луффи и Усопп пытаются стрелять из корабельной пушки. Выясняется, что Усопп очень метко стреляет, поэтому он занимает должность канонира в команде. Тем временем Зоро вспоминает своё прошлое. В детстве, когда он учился искусству фехтования в додзё, он соперничал с дочерью своего сэнсэя по имени Куина. Та постоянно побеждала Зоро в тренировочных поединках, поэтому Зоро изо всех сил тренировался и разработал стиль трёх мечей. Однажды Куина рассказала Зоро о своей мечте стать лучшей фехтовальщицей, но она увидела, что Зоро начал её перегонять по силе: Куина сказала, что женщина никогда не сможет стать самой сильной в мире, и поэтому её мечта не сбудется. Зоро попытался убедить её в обратном, а затем они с Куиной дали друг другу обещание, что один из них станет лучшим в мире фехтовальщиком. Но случилось несчастье: Куина погибла в результате несчастного случая, упав с лестницы. Зоро решил выполнить своё обещание, данное Куине, и, взяв её катану, Вадо Итимондзи, отправился в странствие. | |            |                     |                  |
| 020 | Прославленный кок! Санджи из плавучего ресторана «Мэйбуцу кокку! Кайдзё: рэсуторан но Сандзи» (名物コック！海上レストランのサンジ)                                        | 42, 43     | 12 апреля 2000 года | 15 мая 2012 года |
| Команда Соломенной шляпы встречает Джонни и Ёсаку, охотников на пиратов, бывших соратников Зоро. Друзья узнают о плавучем ресторане Барати и отправляются туда: команде нужен судовой повар, так как питание во время плавания крайне важно для здоровья всех членов команды. В ресторане Барати появляется некий надменный дозорный по имени Фуллбоди, который откровенно хамит коку. Кок наказывает Фуллбоди за хамство, а затем знакомится с прибывшим Луффи. Выясняется, что кока зовут Санджи. Так как Луффи случайно пробил стену в ресторане, шеф-повар по имени Зефф заставляет его работать на кухне. | |            |                     |                  |
| 021 | Непрошеный гость! Угощение Санджи и благодарность Гина «Манэкарэдзару кяку! Сандзи но мэси то Гин но он» (招かれざる客！サンジの飯とギンの恩)                             | 44, 45     | 19 апреля 2000 года | 16 мая 2012 года |
| Санджи, несмотря на протест других поваров ресторана, кормит прибывшего бродячего пирата по имени Гин, несмотря на то, что у него нет денег. В результате Санджи ссорится с другими поварами, а Гина прогоняют из ресторана. Тем временем Луффи продолжает работать на кухне и параллельно пытается убедить Санджи вступить к нему в команду в качестве кока, но тот по непонятным причинам отказывается. | |            |                     |                  |
| 022 | Сильнейшая пиратская флотилия! Адмирал Дон Криг «Сайкё: но кайдзоку кантай! Тэйтоку Дон Кури:ку» (最強の海賊艦隊！提督ドン・クリーク)                                     | 46, 47     | 26 апреля 2000 года | 17 мая 2012 года |
| Вскоре Гин возвращается со своим главарём, Доном Кригом, одним из сильнейших пиратских капитанов в Ист-Блу. Тот недавно был на Гранд-Лайн, но его команда была разбита, и ему пришлось возвращаться в Ист-Блу. Дон Криг истощён, поэтому Гин просит дать ему еды. Несмотря на опасения поваров, Санджи, ведомый убеждением, что голодному никогда нельзя отказывать в еде, кормит его, взяв с него обещание, что он не тронет ресторан. Когда Дон Криг наедается, он нарушает обещание и атакует Санджи и решает захватить плавучий ресторан, чтобы использовать его в повторном путешествии на Гранд-Лайн. | |            |                     |                  |
| 023 | Защитить «Барати»! Великий пират Красноногий Зефф «Маморэ Баратиэ! Дайкайдзоку Ака аси но Дзэфу» (守れバラティエ！大海賊・赫足のゼフ)                                     | 48, 49     | 3 мая 2000 года     | 18 мая 2012 года |
| Оказывается, что Зефф — бывший пират, известный ранее, как Красноногий Зефф. Красноногий Зефф когда-то путешествовал по Гранд-Лайн в течение года. Дон Криг хочет взять у Зеффа дневник, где описаны его путешествия, чтобы избежать многих опасностей на Гранд-Лайн, но Зефф отказывается выдавать ему дневник. Гин объясняет, что команду Дона Крига в одиночку разбил фехтовальщик с глазами, как у ястреба. Упоминание человека с ястребиными глазами сильно тревожит Зоро. Нами уплывает на «Гоинг Мерри» в неизвестном направлении, смотря на листовку о розыске неизвестного пирата. | |            |                     |                  |
| 024 | Михок Ястребиные глаза! Мастер меча Зоро падает в море «Така но мэ но Михоку! Кэнго Дзоро уми ни тиру» (鷹の目のミホーク！剣豪ゾロ海に散る)                               | 50, 51, 52 | 10 мая 2000 года    | 21 мая 2012 года |
| Когда Нами отбывает, Зоро считает, что лучше забыть о ней, но Луффи хочет, чтобы она была его штурманом. Появляется Михок Ястребиные глаза, тот самый человек с ястребиными глазами, один из семи Великих корсаров, сильнейших пиратов на службе Мирового правительства. Он преследовал корабль Дона Крига, поскольку у него было плохое настроение. Выходит Зоро и вызывает его на бой. Михок считается лучшим в мире фехтовальщиком, а Зоро хочет его победить и превзойти, тем самым выполнив обещание, данное Куине. После непродолжительного боя Михок смертельно ранит Зоро, ломает два из трёх его мечей и сбрасывает его в воду, но он оказывается поражён силой духа Зоро, несмотря на колоссальную разницу в мастерстве владения мечом. Михок даёт Зоро шанс стать сильнее и превзойти его, а затем уплывает. Усопп, Джонни и Ёсаку берут израненного Зоро на лодку и уплывают за Нами, а Луффи остаётся, чтобы защитить ресторан и тем самым отплатить свой долг Зеффу. | |            |                     |                  |
| 025 | Взрыв убийственной техники ножного боя! Санджи против неприступного Перла «Хиссацу асивадза сакурэцу! Сандзи VS тэппэки но Па:ру» (必殺足技炸裂！サンジVS鉄壁のパール)    | 53, 54, 55 | 17 мая 2000 года    | 22 мая 2012 года |
| Дон Криг продолжает наступление и вызывает Перла, одного из своих сильнейших подчинённых, закованного между двумя огромными щитами. Санджи показывает свои способности к бою: он, как и Красноногий Зефф много лет назад, сражается исключительно ногами, так как руки для повара очень ценны. В конце концов Перл побеждён, но Гин направляет пистолет на Зеффа. | |            |                     |                  |
| 026 | Мечта Санджи и Зеффа. Сказочный Олл-Блу «Дзэфу то Сандзи но юмэ — мабороси но О:ру Буру:» (ゼフとサンジの夢・幻のオールブルー)                                            | 56—59      | 24 мая 2000 года    | 23 мая 2012 года |
| Гин берёт Зеффа в заложники, и Санджи ничего не остаётся, как принимать удары Перла. Во время боя он вспоминает, как познакомился с Зеффом. В детстве он плавал на пассажирском корабле и был помощником коков. Те ели даже остатки после приготовления пищи, так как они очень ценили еду, но Санджи этого не понимал. Тогда он мечтал найти легендарное море Олл-Блу, место, где якобы пересекаются все четыре океана и встречается рыба из всех четырёх океанов. Другие коки смеются над ним, говоря, что Олл-Блу не существует. Когда корабль взяла на абордаж команда Зеффа, Санджи выбежал с кухонными ножами. Он напал на Зеффа со словами, что не умрёт, пока не увидит Олл-Блу. Эти слова удивляют капитана пиратов. Большая волна сбросила Санджи с корабля, и Зефф бросился в море его спасать. Нога Зеффа застряла между досками разбитого корабля, и он отрубил её себе, чтобы освободиться. Как выяснилось, произошло кораблекрушение, и Санджи и Зефф были единственными, кто спасся. Они вместе оказались на необитаемом острове. Зефф отдал Санджи сумку с едой на 5 дней, а себе взял сумку больше. Санджи удалось разделить еду на 20 дней, но через 20 дней еда кончилась, и Санджи понял, что еду нужно ценить в любом виде. На 47 день он хотел украсть что-нибудь из большой сумки Зеффа, но там оказалось только золото. Санджи с ужасом осознал, что Зефф отдал ему всю свою еду. Зефф сказал, что ирония заключается в том, что у него много сокровищ, но нечего есть. На вопрос Санджи, почему Зефф ему помог, Зефф ответил, что у них общая мечта — найти море Олл-Блу. Зефф рассказал Санджи о другой своей мечте: открыть ресторан, где каждый голодный мог бы наесться. Вскоре приплыл корабль, который увёз их с острова. Луффи собирается потопить ресторан, чтобы он не достался Кригу, но Санджи протестует. | |            |                     |                  |
| 027 | Боевой командующий пиратской флотилией Гин — хладнокровный и бездушный демон «Рейтэцу хидзё: но кидзин кайдзоку кантай сотайтё: Гин» (冷徹非情の鬼人・海賊艦隊総隊長ギン) | 59—62      | 31 мая 2000 года    | 24 мая 2012 года |
| Гин тяжело ранит Перла, говоря, что именно он хочет убить Санджи. Пока Санджи сражается с Гином, Луффи начинает бой с Доном Кригом. У Гина не хватает духу убить Санджи, так как тот его накормил, когда он умирал от голода. Криг объявляет, что Гин больше не в его команде, и выпускает ядовитый газ, чтобы убить всех, кто в ресторане. Луффи крадёт у команды Крига два противогаза и даёт их Санджи и Гину, а потом начинает паниковать, осознав, что вокруг больше нет противогазов. | |            |                     |                  |
| 028 | Я не умру! Жестокая схватка Луффи и Крига! «Синанэ: ё! Гэкито Руфи тай Кури:ку!» (死なねェよ！激闘ルフィVSクリーク！)                                                     | 62, 63, 64 | 7 июня 2000 года    | 25 мая 2012 года |
| Перед Луффи падает противогаз, который он надевает. Это Гин бросил свой противогаз Луффи, чтобы искупить свою вину перед Санджи, и сейчас умирает от отравления и от взрыва газа. Луффи нападает на Крига, но тот использует копьё, способное взрываться. | |            |                     |                  |
| 029 | Исход отчаянной битвы! Внутренний стержень! «Сито но кэттяку! Хара ни кукутта иппон но яри!» (死闘の決着！腹にくくった１本の槍！)                                         | 65, 66     | 21 июня 2000 года   | 28 мая 2012 года |
| Продолжается бой между Луффи и Доном Кригом. Криг говорит Луффи, что его удары бесполезны против его доспехов, но тот не сдаётся и всё равно разбивает ударом кулака его доспехи. | |            |                     |                  |
| 030 | Судовой повар отправляется в путешествие вместе с Луффи! «Табидати! Уми но кокку ва Руфи то томо ни» (旅立ち！海のコックはルフィとともに)                                 | 67, 68     | 28 июня 2000 года   | 29 мая 2012 года |
| Луффи побеждает Крига, а Гин решает вернуться вместе с израненным капитаном на Гранд-Лайн. Санджи сталкивается перед дилеммой: отправиться в плавание вместе с Луффи или остаться в ресторане. В конце концов он решает плыть с Луффи в качестве кока. Возвращается Ёсаку с новостями: он знает, куда отправилась Нами. | |            |                     |                  |

### Пират-рыбочеловек Арлонг
| 031 | Самый страшный злодей восточного моря! Пират-рыбочеловек Арлонг! «Хигаси но уми сайаку но отоко! Гёдзин кайдзоку А:рон!» (東の海最悪の男！魚人海賊アーロン！) | 69, 70, 71 | 12 июля 2000 года     | 30 мая 2012 года  |
| Луффи, Санджи и Ёсаку отбывают от ресторана Барати вслед за Нами. Ёсаку рассказывает коку и его новому капитану о семи Великих корсарах, а также об Арлонге, пирате-рыбочеловеке, вместе со своей шайкой из рыболюдей вторгшийся в Ист-Блу, захватившей 20 деревень и держащей их жителей в страхе. Власть и сила у Арлонга намного больше, чем у Дона Крига. Дозорные занизили награду за голову Арлонга и не пытаются предотвратить его беспредел, поскольку Арлонг постоянно даёт им взятки. Тем временем Нами прибывает в деревню Кокояси, где она выросла. Здесь она встречается с Арлонгом, захватившим деревню. Усопп, Джонни и Зоро также туда прибывают. Рыболюди ловят Зоро и приводят его к Арлонгу. Нами говорит, что всё это время обманывала Луффи и его команду, и что она на стороне Арлонга и его шайки. | |            |                       |                   |
| 032 | Ведьма деревни Кокояси! Девушка из штаба Арлонга «Кокояси мура но мадзё:! А:рон но онна камбу» (ココヤシ村の魔女！アーロンの女幹部)                           | 70—73      | 19 июля 2000 года     | 31 мая 2012 года  |
| Луффи, Санджи и Ёсаку по пути в деревню Кокояси вступают в конфликт с морским чудовищем, похожим на корову, которое хотело отнять у них всю еду на борту. Зоро оказывается в плену у Арлонга. Увидев, что Нами в команде у Арлонга, связанный Зоро спрыгивает в воду, чтобы узнать, враг ли Нами или нет. Та спасает его, а затем, когда Зоро оказывается в тюрьме, освобождает его, сказав ему спасаться. Усопп оказывается дома у синеволосой девушки по имени Нодзико. Нодзико рассказывает Усоппу об Арлонге и о том, что Нами — её приёмная младшая сестра. Арлонг отправляется с рыболюдьми в деревню Кокояси, чтобы убить старейшину деревни Гэндзо за то, что он хранил оружие, но Усопп не выдерживает этой несправедливости и стреляет в Арлонга из рогатки, тем самым переключая его внимание на себя. Зоро решает остаться, чтобы вернуть Нами в команду, и побеждает всех рыболюдей в Арлонг-парке. | |            |                       |                   |
| 033 | Гибель Усоппа?! Луффи всё ещё не высадился на берег? «Усоппу сису?! Руфи дзё:рику ва мада?» (ウソップ死す？！ルフィ上陸はまだ？)                              | 73, 74, 75 | 19 июля 2000 года     | 4 июня 2012 года  |
| Усопп сбегает от рыболюдей, но те всё равно его ловят. Зоро отправился из Арлонг-парка в Кокояси, чтобы найти Усоппа, но он опаздывает. Зоро приходится вернуться в Арлонг-парк, а рыболюди тем временем начинают сомневаться в Нами. Та втыкает нож в Усоппа и сбрасывает его в воду. | |            |                       |                   |
| 034 | Все в сборе! Усопп рассказывает правду о Нами «Дзэнъин сю:кэцу! Усоппу га катару Нами но синдзицу» (全員集結！ウソップが語るナミの真実)                       | 75, 76, 77 | 26 июля 2000 года     | 5 июня 2012 года  |
| Луффи и Санджи прибывают на остров, захваченный Арлонгом. Они встречают Зоро. Прибегает Джонни и рассказывает, что Нами убила Усоппа. Луффи отказывается им верить. Приходит Нами и требует у Луффи уйти, но тот отказывается. Нами, чуть не плача, убегает прочь. Прибегает Усопп и рассказывает друзьям о том, что Нами его не убила, а наоборот, спасла: она проткнула свою руку ножом, чтобы сделать вид, что она убила Усоппа, а затем сбросила его в море. Джонни и Ёсаку уходят, чтобы не подвергать себя опасности. Приходит Нодзико, чтобы рассказать правду о Нами, а Луффи, не желая её слушать, оставляет команду и куда-то уходит. | |            |                       |                   |
| 035 | Неизвестное прошлое! Воительница Бэльмэр! «Химэрарэта како! Онна сэнси Бэрумэ:ру!» (秘められた過去！女戦士ベルメール！)                                       | 77, 78     | 2 августа 2000 года   | 6 июня 2012 года  |
| Нодзико начинает свой рассказ. Её и Нами вырастила отставной офицер Морского дозора Бэльмэр. Нодзико и Нами были ей найдены в одной из деревень, подвергшихся набегу пиратов. С тех пор они счастливо жили втроём в деревне Кокояси, несмотря на частое отсутствие денег в доме. Но счастливая жизнь продолжалась недолго: в один день в деревню Кокояси вторглись рыболюди. Арлонг, считающий людей «низшей расой», стал собирать по 50 000 белли с ребёнка и по 100 000 белли со взрослого, в противном случае того, кто не выплатил дань, казнили рыболюди. | |            |                       |                   |
| 036 | Живите! Узы мамы Бэльмэр и Нами! «Икинукэ! Хаха Бэрумэ:ру то Нами но кидзуна!» (生き抜け！母ベルメールとナミの絆！)                                           | 78, 79, 80 | 9 августа 2000 года   | 7 июня 2012 года  |
| Рассказ Нодзико о прошлом Нами продолжается. Так как у Бэльмэр не было денег, чтобы выкупить жизнь всей семьи, она откупилась только за Нами и Нодзико. В результате Арлонг застрелил её на глазах у девочек. Нами решила заключить с Арлонгом сделку: она собирает ему 100 миллионов белли, а он покидает деревню Кокояси со своей шайкой. С тех пор она странствовала по Ист-Блу и грабила пиратов. Жители деревни подняли восстание, но оно было быстро подавлено. С тех пор прошло 8 лет. | |            |                       |                   |
| 037 | Восстание Луффи! Нарушенный договор расторгнут! «Руфи тацу! Урагирарэта якусоку но кэцумацу!» (ルフィ立つ！裏切られた約束の結末！)                            | 80, 81     | 16 августа 2000 года  | 8 июня 2012 года  |
| Офицер дозорных, известный, как Крыса, узнаёт от Арлонга о сумме, которую собрала Нами, и Арлонг разрешает Крысе взять 93 миллионов белли, которые уже успела собрать Нами для выкупа деревни. Нами понимает, что Арлонг её обманул. Жители деревни, хотя и делали вид, что ненавидели Нами за предательство, на самом деле знали о ней правду и глубоко переживали за неё. Гэндзо решил, что, раз Арлонг обманул Нами, то жителям хватит терпеть и стоит поднять мятеж ещё раз. Нами тщетно пытается их остановить, чтобы они не подвергали себя опасности. После отбытия жителей Нами несколько раз пронзает ножом татуировку на своём левом плече со знаком Арлонга, но её останавливает Луффи. Сперва Нами хочет прогнать его с острова, но затем со слезами на глазах просит его помочь. Луффи надевает на неё свою шляпу, а потом отправляется вместе с Зоро, Санджи и Усоппом сражаться с Арлонгом. Джонни и Ёсаку оказываются у входа в Арлонг-парк, и они не пускают жителей. Они попытались вызвать Арлонга на бой, но потерпели поражение. По их словам, только Луффи, Зоро, Усопп и Санджи способны победить рыболюдей. | |            |                       |                   |
| 038 | Луффи в смертельной опасности! Рыболюди против пиратской команды Луффи «Руфи дайпинти! Гёдзин тай Руфи кайдзокудан» (ルフィ大ピンチ！魚人VSルフィ海賊団)      | 82, 83     | 23 августа 2000 года  | 9 июня 2012 года  |
| Луффи, придя в Арлонг-парк, первым делом даёт Арлонгу кулаком по лицу. Рыболюди считают, что Арлонг не должен с ним сражаться, так как будет достаточно их морской коровы. Когда они зовут морскую корову, она оказывается той самой, что Луффи и Санджи избили, когда отправлялись в деревню Кокояси, поэтому та панически боится их. Луффи пробивает ногами каменный пол и, раскрутив морскую корову, раскидывает всех рядовых рыболюдей, однако от этого у него ноги застревают в полу. Усопп отвлекает Чмока, одного из сильнейших подручных Арлонга, и выманивает его из Арлонг-парка. Арлонг решает «поиграть в игру», и, отколов от пола кусок с Луффи, бросает его в море. Зоро и Санджи понимают, что в воде у рыболюдей очевидное преимущество, поэтому они не могут броситься спасать Луффи прямо сейчас. Единственный выход — поскорее победить рыболюдей на суше. | |            |                       |                   |
| 039 | Погружение Луффи! Зоро против осьминога Хати «Руфи суйбоцу! Дзоро тай тако но Хаттян» (ルフィ水没！ゾロVSタコのはっちゃん)                                    | 84, 85, 86 | 30 августа 2000 года  | 13 июня 2012 года |
| Луффи не может всплыть, так как он съел Дьявольский плод и у него ноги застряли в куске камня. Нодзико и Гэндзо растягивают шею Луффи и вытаскивают его голову на берег, чтобы он не захлебнулся, а затем Гэндзо делает ему под водой непрямой массаж сердца. Рыбочеловек-осьминог Хати, использующий шесть мечей, сражается с ещё не оправившимся после поражения от Михока Зоро, но Зоро, взяв мечи у Джонни и Ёсаку, побеждает Хати стилем трёх мечей. Санджи сражается с Куроби, рыбочеловеком-скатом, мастером каратэ рыболюдей. Чтобы разбить камень, где застрял Луффи, Санджи ныряет в воду, но Куроби ныряет за ним. | |            |                       |                   |
| 040 | Благородные воины! Отчаянные поединки Санджи и Усоппа «Хокори такаки сэнси! Гэкито: Сандзи то Усоппу» (誇り高き戦士！激闘サンジとウソップ)                    | 86, 87, 88 | 6 сентября 2000 года  | 14 июня 2012 года |
| После победы над Хати Зоро решает передохнуть, так как у него открылась рана и его бросило в жар. Куроби пытается утопить Санджи. Санджи, обнаружив, что для дыхания под водой Куроби использует жабры, бьёт его по жабрам и выбивает его из воды. Затем Санджи выбирается из воды и побеждает Куроби. Тем временем Усопп убегает от Чмока. Сперва Усопп трусит, но, вспомнив обещание, данное Кае и его друзьям-пиратам Усоппа, решает сражаться. С помощью хитрости он одолевает рыбочеловека. Арлонг решает сам расправиться с Санджи и Зоро. | |            |                       |                   |
| 041 | Луффи встаёт во весь рост! Решимость Нами и соломенная шляпа «Руфи дзэнкай! Нами но кэцуй то мугивара бо:си» (ルフィ全開！ナミの決意と麦わら帽子)             | 88, 89, 90 | 13 сентября 2000 года | 15 июня 2012 года |
| Санджи прыгает в воду, чтобы разбить камень с Луффи, но тут приходит в себя Хати. Пока Зоро задерживает Арлонга, Хати изо всех сил пытается догнать Санджи, но у него открываются раны, и он теряет сознание снова. Санджи успешно разбивает камень и Луффи поднимается на берег. Начинается битва Луффи с Арлонгом. Во время битвы Арлонг разъясняет свою точку зрения насчёт людей, говоря, что они низшая раса по сравнению с рыболюдьми. | |            |                       |                   |
| 042 | Взрыв! Яростная атака Арлонга из-под воды! «Сакурэцу! Гёдзин А:рон уми кара но мо:ко:гэки!» (炸裂！魚人アーロン海からの猛攻撃！)                              | 90, 91, 92 | 27 сентября 2000 года | 18 июня 2012 года |
| Продолжается бой между Арлонгом и Луффи. Арлонг достаёт Кирибати, огромный пилообразный меч. Он загоняет Луффи на верхний этаж Арлонг-парка, в комнату Нами, где её заставляли рисовать географические карты для рыболюдей. Арлонг признаёт невероятный талант Нами и выражает желание заставить её до конца жизни рисовать карты для его шайки, но Луффи говорит ему, что Нами — штурман Пиратов Соломенной шляпы. | |            |                       |                   |
| 043 | Конец империи рыболюдей! Нами — моя соратница! «Гёдзин тэйкоку но овари! Нами ва орэ но накама да!» (魚人帝国の終わり！ナミは俺の仲間だ！)                    | 93, 94     | 27 сентября 2000 года | 19 июня 2012 года |
| Луффи начинает громить комнату Нами, говоря, что уничтожит то, что ей ненавистно. Луффи использует приём Резина-резиновый топор и пробивает Арлонгом несколько этажей Арлонг-парка. Луффи объявляет, что Нами — его соратница, на что та лишь отвечает «да» и начинает плакать от счастья. Появляется капитан дозорных Крыса. Он не ожидал, что Арлонг будет побеждён «глупыми пиратишками», и хочет забрать сокровища Арлонга и награду за его голову, но Пираты Соломенной шляпы избивают его за то, что он пытался отнять деньги у Нами и за то, что он ранил Нодзико из пистолета. Нами заставляет его помочь в восстановлении деревни Кокояси, а затем убраться прочь из деревни. Через некоторое время Крыса прибывает в штаб Морского дозора и просит объявить награду за голову Луффи, так как он, по его словам, очень опасен. | |            |                       |                   |
| 044 | В путь с улыбкой! Прощай, родная деревня Кокояси «Эгао но табидати! Сараба фурусато Кокояси мура» (笑顔の旅立ち！さらば故郷ココヤシ村)                        | 94, 95     | 11 октября 2000 года  | 20 июня 2012 года |
| После победы над Арлонгом жители устраивают большой праздник на несколько дней. Нами решает снова присоединиться к Луффи в качестве штурмана, на сей раз по-настоящему, и отправиться в плавание вместе с ним. Перед отбытием она делает себе новую татуировку на месте татуировки со знаком Арлонга. | |            |                       |                   |
| 045 | Награда за голову! Луффи Соломенная шляпа приобретает мировую известность «Сё:кинкуби! Мугивара но Руфи ё ни сирэватару» (賞金首！麦わらのルフィ世に知れ渡る) | 96         | 25 октября 2000 года  | 21 июня 2012 года |
| Во время плавания к Пиратом Соломенной шляпы прилетает почтовая чайка, доставляющая газеты. Между страниц газеты оказывается листовка о розыске Луффи с наградой за его голову в 30 000 000 белли. Луффи, Усопп и Санджи радуются обретению ими известности, а Нами начинает нервничать. Нами думает, что, раз Луффи объявили в розыск, то оставаться в Ист-Блу уже небезопасно. Благодаря листовкам об успехах Луффи узнают все жители мира, в том числе Морган, Коби, Кая, капитан Куро, Зефф, Багги, Альвида, Михок и Шанкс. Перед отправлением на Гранд-Лайн друзья решают остановиться в Логтауне, городе, где родился и был казнён Король пиратов. | |            |                       |                   |

### Большое приключение маленького Багги
| 046 | В погоне за Соломенной шляпой! Большое приключение маленького Багги! «Мугавара о оэ! Ти:сана Баги: но Дайбо:кэн» (麦わらを追え！小さなバギーの大冒険) | Обложки глав 35—54 | 1 ноября 2000 года | 22 июня 2012 года |
| Луффи и его друзья обсуждают, что же случилось с Багги. После того, как Луффи отправил Багги в полёт в Оранж-тауне, Багги оказался на другом острове без некоторых частей своего тела. Багги жаждет отомстить Луффи за поражение, поэтому он отправляется на поиски своей команды и утерянных частей тела. На пути он встречает Гаймона, с которым ранее встретился Луффи. Гаймон и Багги пьют вместе вино и неожиданно становятся друзьями. Когда Багги отплывает с острова, на него нападает гигантский краб, о котором его забыл предупредить Гаймон, но Багги спасает женщина. Как она говорит, у неё к Луффи свои счёты. | |                    |                    |                   |
| 047 | Не ждали? Возрождённый капитан Багги! «О-мати канэ! Аа фуккацу но Баги: сэнтё:!» (お待ちかね！あぁ復活のバギー船長！)                                 | Обложки глав 55—75 | 8 ноября 2000 года | 25 июня 2012 года |
| Женщина оказывается Альвидой, съевшей Дьявольский плод Скользи-скользи, сделавший её тело намного более красивым. Этот плод позволяет её телу скользить по различным поверхностям. Они находят команду Багги, но те считают своего капитана погибшим и решают выбрать нового. Так получается, что капитаном становится Ричи, лев Модзи. Команду захватывает племя каннибалов, но Багги, вернув себе части тела, всех спасает. | |                    |                    |                   |

### Логтаун
| 048 | Город начала и конца. Высадка в Логтауне «Хадзимари то овари но мати Ро:гутаун дзё:рику» (始まりと終りの町・ローグタウン上陸)                       | 96, 97       | 22 ноября 2000 года  | 26 июня 2012 года |
| Перед отправлением на Гранд-Лайн команда швартуется у Логтауна. Луффи бежит, чтобы посмотреть на эшафот, где казнили Голда Роджера, Зоро занимает у Нами денег и идёт покупать два меча взамен сломанных Михоком, Санджи бежит соблазнять девушек, Нами отправляется в магазин одежды, а Усопп идёт в магазин розыгрышей. Капитан дозорных Смокер узнаёт, что Луффи, пират с самой высокой наградой за голову по всему Ист-Блу, прибыл в Логтаун. Сперва он принимает за Луффи другого пирата, но затем появляется сам Луффи и спрашивает у Смокера, как пройти к эшафоту. Луффи, отправившись к эшафоту, заходит в бар «Голд Роджер», где знакомится с барменом, лично знавшим Короля пиратов. Бармен рассказывает Луффи о том, как Роджер отправился на Гранд-Лайн, несмотря на все опасности, таящиеся там. Затем Луффи выходит из бара и продолжает искать эшафот, а Смокер, узнав, что Луффи — тот самый парень, что спросил у него дорогу, преследует его. | |              |                      |                   |
| 049 | Новые мечи Зоро и девушка — главный старшина «Сандай Китэцу то Юбасири! Дзоро но синто: то онна сотё:» (三代鬼徹と雪走！ゾロの新刀と女曹長)         | 97           | 22 ноября 2000 года  | 27 июня 2012 года |
| Зоро ищет магазин мечей и по пути видит, как девушка, владеющая мечом, отбивается от хулиганов. Когда она роняет очки и Зоро решает ей их дать, Зоро ошеломлён: девушка выглядит точь-в-точь как повзрослевшая Куина, его погибшая подруга детства. Зоро от удивления случайно ломает ей очки, и та, чтобы он заплатил за сломанные очки, отводит его в штаб Морского дозора и заставляет мыть полы. Зоро, чтобы побыстрее вымыть пол, использует три швабры разом, словно мечи, но его замечают дозорные и узнают в нём Ророноа Зоро, соратника Манки Д. Луффи. Зоро оглушает их, оставляет деньги для Тасиги и бежит в магазин быстро купить мечи. Тем не менее, он её там встречает — Тасиги хорошо разбирается в мечах и часто ходит в магазин, чтобы отполировать свой клинок. Зоро выбирает меч Сандай Китэцу — проклятый меч, который приносит несчастья своим хозяевам и который хозяин лавки готов уступить за малые деньги. Тасиги говорит, что Сандай Китэцу — один из лучших мечей в истории. Зоро подбрасывает его вверх, чтобы проверить, действительно ли проклятие столь опасно для него, но меч обходит Зоро, и хозяин лавки, сочтя, что меч «выбрал» Зоро, отдаёт его Зоро бесплатно, а затем отдаёт Зоро ещё один легендарный меч, Юбасири. | |              |                      |                   |
| 050 | Усопп против Папаши Дэдди. Полуденная дуэль «Усоппу тай Коцурэ но Дади махиру но кэтто» (ウソップVS子連れのダディ真昼の決闘)                        | Нет (филлер) | 29 ноября 2000 года  | 28 июня 2012 года |
| Усопп случайно ссорится с Кэрол, маленькой дочерью Дэдди Мастерсона, известного охотника за головами. Узнав, что Усопп — сын Ясоппа, единственного человека, сумевшего его победить, но не убившего, так как у него была маленькая дочь, Дэдди вызывает Усоппа на состязание по стрельбе, но Усопп выигрывает. | |              |                      |                   |
| 051 | Пламенная кулинарная битва. Санджи против красотки шеф-повара «Хоно: но рё:ри батору? Сандзи тай бидзин бэфу» (炎の料理バトル？ サンジVS美人シェフ) | Нет (филлер) | 6 декабря 2000 года  | 29 июня 2012 года |
| Санджи вступает в кулинарный поединок с Кармен, соблазнительной девушкой-поваром. В качестве приза Санджи хочет выиграть редкую рыбу, которую он давно хотел приготовить. Выясняется, что Кармен хотела превзойти Санджи, как лучшего повара Ист-Блу, поэтому и вызвала его на поединок. | |              |                      |                   |
| 052 | Месть Багги! Парень, что смеялся на эшафоте! «Баги: но рибэндзи! Сёкэйдай дэ варау отоко!» (バギーのリベンジ！処刑台で笑う男！)                     | 98, 99       | 13 декабря 2000 года | 2 июля 2012 года  |
| Луффи забирается на эшафот, чтобы увидеть всё то, что увидел Голд Роджер перед смертью. Внезапно нападают Багги и Альвида. Багги заковывает Луффи в колодки, чтобы отрубить ему голову. Смокер и Тасиги наблюдают за ситуацией и готовятся обстрелять площадь с пиратами. Прибегают Зоро и Санджи, но уже слишком поздно: Багги уже занёс меч над шеей Луффи, а тот сперва объявил, что станет Королём пиратов, а затем с улыбкой на лице приготовился принять смерть. К удивлению Смокера, Луффи ведёт себя перед лицом смерти точно так же, как Голд Роджер много лет назад. Поднимается буря, и в Багги, занёсшего меч, бьёт молния, тем самым позволив Луффи освободиться и бежать. | |              |                      |                   |
| 053 | Как начиналась легенда! Полный вперёд на Гранд-Лайн «Дэнсэцу ва хадзиматта! Медзасэ гурандо райн» (伝説は始まった！目指せ偉大なる航路)              | 100          | 10 января 2001 года  | 3 июля 2012 года  |
| Тасиги нападает на Зоро и хочет его убить за то, что Зоро якобы её обманул, но Зоро отмечает, что он её не обманывал, он просто не рассказывал ей о том, кто он есть. Зоро её побеждает, во время боя упоминая, что Тасиги до боли напоминает ему его умершую подругу детства. Смокер пытается схватить Луффи, и ему это почти удаётся, но его останавливает загадочный человек в плаще с капюшоном по имени Дракон. Луффи, Зоро, Нами, Усопп и Санджи успевают сесть на «Гоинг Мерри» и быстро уплыть, а Смокер, Тасиги, Багги и Альвида решают отправиться за ними по пятам. | |              |                      |                   |

### Загадочная девочка Апис
| 054 | Предчувствие нового приключения! Загадочная девочка Апис «Аратанару бо:кэн но ё:кан! Надзо но сё:дзё Апису» (新たなる冒険の予感！謎の少女アピス)     | 101 + филлер | 17 января 2001 года  | 4 июля 2012 года  |
| Во время шторма ночью от дозорных сбегает девочка по имени Апис. Её подбирают Пираты Соломенной шляпы. Сперва Апис, узнав, что попала на пиратский корабль, боится Луффи и его команду, но потом, когда те начинают о ней заботиться, проникается к ним доверием. Апис просит друзей помочь ей и отвезти её домой, на остров Фрегат. Появляется флотилия Восьмого подразделения Морского дозора, от которых сбежала Апис, выдвинувшая требования Луффи спустить паруса и отдать им девочку, но команда не желает этого делать, и, воспользовавшись шквалом, о котором Апис «услышала» от чаек, уплывает от дозорных на юг, в сторону Калм-Белт. | |              |                      |                   |
| 055 | Чудесное существо! Секрет Апис и легендарный остров «Кисэки но сэйбуцу! Апису но химицу то дэнсэцу но сима» (奇跡の生物！アピスの秘密と伝説の島)     | 101 + филлер | 24 января 2001 года  | 5 июля 2012 года  |
| Калм-Белт оказывается поясом, отделяющим Гранд-Лайн от других морей. Он характерен тем, что на нём нет никаких течений и всегда полный штиль, а также там водятся полным-полно властелинов морей. Именно поэтому через Калм-Белт достаточно опасно идти на Гранд-Лайн. Корабль достигает острова Фрегат. Друзья останавливаются у Бокудэна, дедушки Апис. Пока тот рассказывает длинную историю острова, Апис крадёт мешок с пирожками, которые приготовил её дедушка, и куда-то сбегает. Луффи и Нами обнаруживают это и идут за ней. Оказывается, Апис несла этот мешок, чтобы тайком накормить старого дракона дедушку Рю, живущего в пещере. Апис рассказывает, что съела Дьявольский плод Шёпот-Шёпот, позволяющий понимать животных, благодаря чему подружилась с дедушкой Рю. Раз в 1000 лет всплывает остров, куда мигрируют драконы, а дедушка Рю отбился от стаи. Адмирал Морского Дозора Нельсон ищет драконов для создания из них эликсира вечной молодости, поэтому он и ищет Апис. | |              |                      |                   |
| 056 | Вылазка Эрика! Великий побег с острова Фрегат! «Эрикку сюцугэки! Гункан сима кара но дайдассюцу!» (エリック出撃！軍艦島からの大脱出！)               | Нет (филлер) | 31 января 2001 года  | 6 июля 2012 года  |
| Узнав правду об Апис, команда собирается вывести дедушку Рю с острова Фрегат, но появляются дозорные, которые хотят забрать дракона себе, в том числе и Эрик, командующий Восьмого подразделения, съевший Дьявольский плод Коси-Коси, который позволяет владельцу поднимать режущий ветер. Зоро и Усопп подводят корабль к скале, Нами и Апис отвозят дедушку Рю к скале, чтобы там прицепить плот с драконом, а Луффи и Санджи сражаются с дозорными, чтобы выиграть время. Погрузив дракона, команда отчаливает с острова Фрегат и отправляется на поиски острова драконов. | |              |                      |                   |
| 057 | Одинокий остров среди морских волн! Легендарный потерянный остров «Дзэккай но Кото:! Дэнсэцу но Росуто Айрандо» (絶海の孤島！伝説のロストアイランド) | Нет (филлер) | 7 февраля 2001 года  | 9 июля 2012 года  |
| Прибыв на затерянный остров по указаниям дедушки Рю, друзья находят на нём древний храм. Письмена на стенах храма указывают на то, что народ Апис, остров Фрегат и драконы как-то связаны. Эрик продолжает преследовать Луффи и остальных. | |              |                      |                   |
| 058 | Схватка в развалинах! Зоро против Эрика! «Хайкё но кэтто! Кимпаку но Дзоро тай Эрикку!» (廃墟の決闘！緊迫のゾロVSエリック！)                         | Нет (филлер) | 21 февраля 2001 года | 10 июля 2012 года |
| Нами, исследовав письмена, делает вывод, что на этом острове ранее жили предки Апис, позже мигрировавшие на остров Фрегат, что они поклонялись драконам, что этот остров — не гнездо драконов, а настоящее гнездо нужно искать около острова Фрегат. Объявляется Эрик, намеревающийся захватить дедушку Рю. Друзья убегают к кораблю вместе с драконом, а Зоро остаётся, чтобы задержать Эрика. Луффи, растянув руку, берёт Зоро на корабль, и отчаливает, успешно сбежав от Эрика. После отплытия «Гоинг Мерри» сталкивается с серьёзной преградой в лице флотилии адмирала Нельсона. | |              |                      |                   |
| 059 | Луффи попал в окружение! Тайный замысел фельдмаршала Нельсона «Руфи кандзэн хо:и! Тэйтоку Нэрусон но хисаку» (ルフィ完全包囲！提督ネルソンの秘策)    | Нет (филлер) | 21 февраля 2001 года | 11 июля 2012 года |
| Флотилия Нельсона окружает цепями «Гоинг Мерри». Луффи, Зоро и Санджи решают атаковать корабли, чтобы разорвать цепи и прорвать оцепление. Тем временем к плоту с дедушкой Рю подплывает Эрик и, взяв Апис в заложники, решает присвоить дракона себе и предать Нельсона. Дедушка Рю, однако, встаёт и выбивает Эрика из лодки, а затем издаёт оглушительный рёв, взлетает и пытается напасть на флагманский корабль Нельсона. Дозорные палят по дракону изо всех пушек и сбивают его. Дедушка Рю падает в воду. | |              |                      |                   |
| 060 | Парящие в небесах! Возрождение тысячелетней легенды! «О:дзора о мау моно! Ёмигаэру сэннэн но дэнсэцу!» (大空を舞うもの！蘇る千年の伝説！)            | Нет (филлер) | 28 февраля 2001 года | 12 июля 2012 года |
| Нельсон приказывает загарпунить дракона, но гарпун останавливает Луффи. Дедушка Рю тонет. Прилетает целая стая драконов. Луффи поднимается на большую высоту, зацепившись за одного из драконов, а затем, использовав приём Резино-Резиновый топор, с помощью растянутой на много метров ноги, разрубает флагман Нельсона пополам. Всплывает остров, куда слетаются драконы. Этот остров — кладбище драконов, всплывающий раз в тысячу лет. Апис начинает горько оплакивать дедушку Рю, но Луффи успокаивает её. Луффи, непонятно как понявший дедушку Рю, говорит, что на этом кладбище раз в 1000 лет рождаются новые драконы, являющиеся возрождёнными старыми. Появляется Эрик. | |              |                      |                   |
| 061 | Яростная развязка! Перевал через Ред-Лайн! «Икари но кэттяку! Рэддо Райн о норикоэку!» (怒りの決着！赤い大陸を乗り越えろ！)                          | 101 + филлер | 7 марта 2001 года    | 13 июля 2012 года |
| После непродолжительной битвы с Эриком Луффи выходит победителем. Апис остаётся на острове Фрегат, чтобы защищать гнездо драконов, а Луффи, Зоро, Нами, Усопп и Санджи на «Гоинг Мерри» держат курс на Реверс-Маунтин, гору с четырьмя течениями из четырёх океанов, Ист-Блу, Вест-Блу, Саут-Блу и Норд-Блу, соединяющимися на вершине горы в одно течение, ведущее прямо на Гранд-Лайн. По пути им снова встречается Эрик, но Луффи и друзья успешно от него избавляются. «Гоинг Мерри» покидает пределы Ист-Блу, поднявшись на гору Реверс-Маунтин, а затем спускается с неё, держа курс прямо на Гранд-Лайн. | |              |                      |                   |